# Euscelidius delongi
Euscelidius delongi är en insektsart som beskrevs av Keti Maria Rocha Zanol 1996. Euscelidius delongi ingår i släktet Euscelidius och familjen dvärgstritar. Inga underarter finns listade i Catalogue of Life.